# Kraksaan (ort i Indonesien)
Kraksaan är en ort i Indonesien.   Den ligger i provinsen Jawa Timur, i den västra delen av landet, 700 km öster om huvudstaden Jakarta. Kraksaan ligger 1 meter över havet och antalet invånare är 28 248.
Terrängen runt Kraksaan är platt. Havet är nära Kraksaan åt nordväst. Runt Kraksaan är det tätbefolkat, med 683 invånare per kvadratkilometer. Närmaste större samhälle är Probolinggo, 19,8 km väster om Kraksaan. Trakten runt Kraksaan består till största delen av jordbruksmark.